# Château d'Hausen

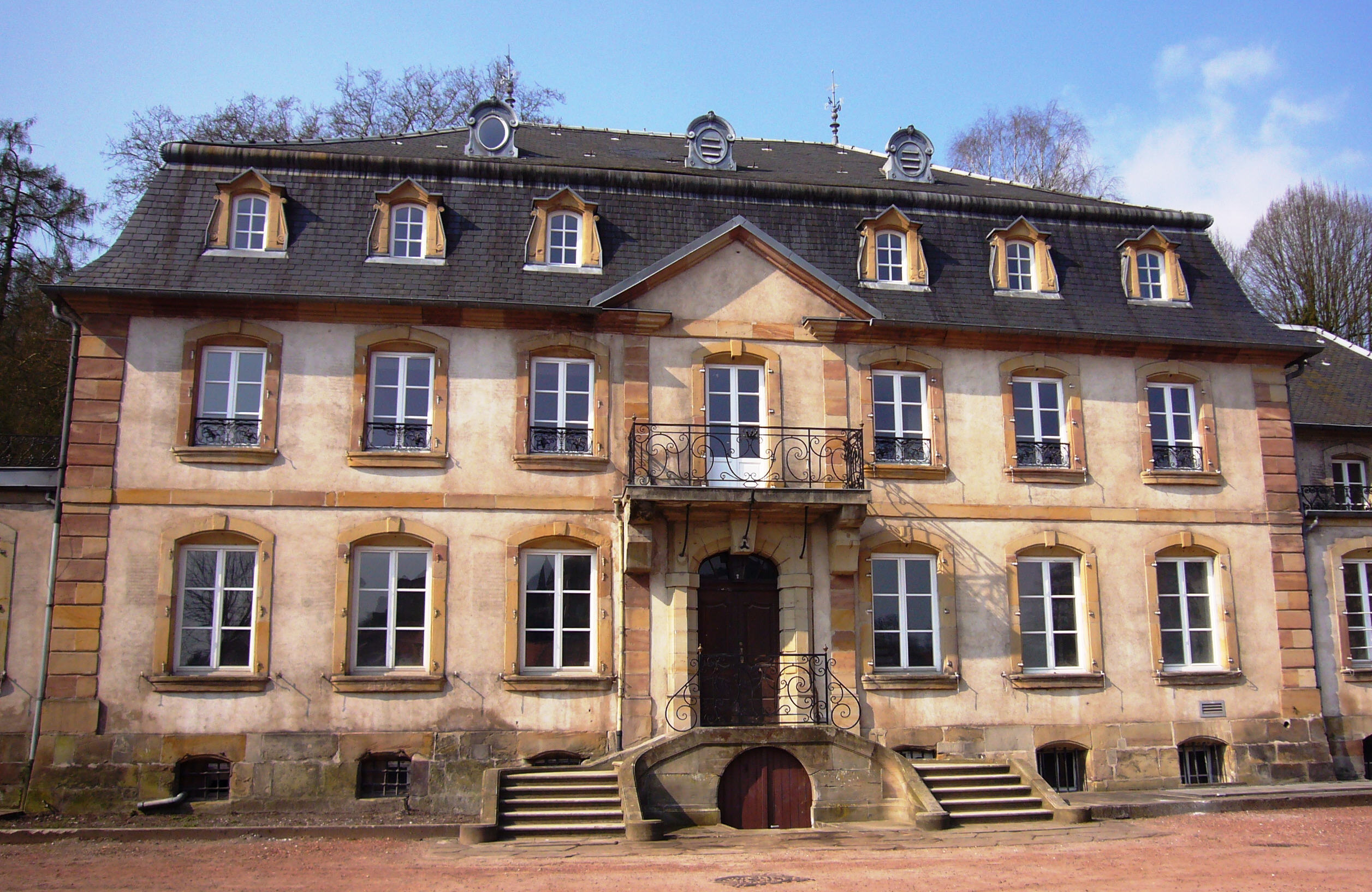
Château d'Hausen

O Château d'Hausen é o actual edifício da prefeitura de Hombourg-Haut, na região histórica de Lorraine, na França. Ele está localizado na rotunda da rue de Metz (RN3) na entrada oeste da cidade.
A história desta mansão está intimamente relacionada com o passado industrial da cidade. Construído em 1766 por Jean-Charles de Wendel e por sua esposa Anne Marguerite d'Hausen de Weidesheim, na época estava localizado perto da forja que de Wendel havia erguido alguns anos antes (1758-59). O chatêau (assim como a forja) permaneceu na família d'Hausen até 1882, quando foi adquirido pela família Gouvy.
Em 2004, a prefeitura adquiriu o prédio e converteu-o para uso como prefeitura. O Château d'Hausen é um monumento histórico listado desde 2019.